# Nottinghamshire Senior League
Nottinghamshire Senior League är en engelsk fotbollsliga. Den har tre divisioner och toppdivisionen Senior Division ligger på nivå 11 i det engelska ligasystemet. Ligan är en matarliga till Northern Counties East Football League Division One och East Midlands Counties Football League.

## Mästare
| Season   | Senior Division     | Division One            | Division Two                     |
| -------- | ------------------- | ----------------------- | -------------------------------- |
| 2004-05  | Wollaton            | Boots Athletic Reserves |                                  |
| 2005-06' | Wollaton            | Wollaton Reserves       |                                  |
| 2006-07  | Cotgrave Welfare FC | Clifton Reserves        |                                  |
| 2007-08  | Caribbean Cavaliers | Hucknall Rolls Leisure  |                                  |
| 2008-09  | Bilborough Pelican  | Bulwell                 | Calverton Miners Welfare Academy |
| 2009-10  | Clifton             | Woolaton Reserves       | Vernon Villa                     |
| 2010-11  | Boots Athletic      | Ruddington Village      | Southwell St. Mary's             |

Källa: Football Mitoo

### Webbkällor
Den här artikeln är helt eller delvis baserad på material från engelskspråkiga Wikipedia, Nottinghamshire Senior League, 11 augusti 2015.